# Marie Heilbron
Pour les articles homonymes, voir Heilbron.
Scènes principales
Opéra-Comique
Théâtre-Italien
Marie Heilbron est une cantatrice (soprano) belge, née le 5 mai 1851 à Anvers et morte le 31 mars 1886 à Nice.
Elle est entre autres la créatrice du rôle de Manon dans l'opéra homonyme de Jules Massenet.

## Biographie
Marie Heilbron se produit dès l’âge de huit ans dans La Fille bien gardée d'Eugène Labiche au théâtre de Bruges. Entrée au Conservatoire royal de Bruxelles, dans la classe de Cornelis, elle y obtient le 1er prix de piano et le 1er prix de chant.
Montée à Paris, elle intègre l’école du chanteur Gilbert Duprez (1806-1896) avant de faire ses débuts au Théâtre-Italien en 1866 dans le rôle-titre de La Fille du régiment de Gaetano Donizetti. Elle crée dans le même théâtre l'année suivante La Grand'tante, opéra-comique en un acte de Jules Massenet. Adolphe de Leuven l’engage aussitôt à l’Opéra-Comique où elle débute en 1868 dans L’Étoile du Nord de Giacomo Meyerbeer (rôle de Catherine). Elle chante également Alcine dans Le Docteur Mirobolan d'Eugène Gautier, Nicette dans Pré aux clercs de Ferdinand Hérold , La Fille du Régiment, Le Café du Roi de Léo Delibes (créé à Ems en 1861) et Le Corricolo de Ferdinand Poise le 28 novembre 1868.
En 1869, elle fait partie de la troupe se produisant à Ems lors de l’entrevue entre le tsar Alexandre II et le roi de Prusse Guillaume Ier. Elle y obtient un grand succès notamment dans Le Toréador d'Adolphe Adam et Galathée de Victor Massé.
D’octobre 1869 à fin avril 1870, elle succède à Mlle Mézeray comme première chanteuse légère du théâtre royal de La Haye. Elle est en suite engagée au Théâtre-Italien où elle remporte un grand succès avec les rôles de Philine dans Mignon et Élisabeth dans Le Songe d’une nuit d’été d'Ambroise Thomas, Marguerite dans Les Huguenots, Catherine dans L’Étoile du Nord et Isabelle dans Robert le Diable de Meyerbeer, Mathilde dans Guillaume Tell de Rossini, les rôles-titres dans La traviata de Giuseppe Verdi, Mireille de Gounod et Lucie de Lammermoor de Donizetti, Eudoxie dans La Juive d'Halévy, Elvire dans La Muette de Portici d'Auber, Marguerite dans Faust de Gounod et Féline dans La Chatte merveilleuse de Grisar.
Le nouveau co-directeur de l'Opéra-Comique, Camille du Locle, lui fit signer un engagement mais la guerre de 1870 annule le traité. Durant les événements de la Commune, elle se réfugie à Londres. Elle continue à se former auprès de François Wartel (1806-1882) qui lui fait avoir une audition à l’Opéra mais sa voix est jugée insuffisamment puissante.
Continuant à se produire dans divers salons parisiens, elle chante en 1872 au Cercle des Mirlitons le rôle de Juliette dans Les Amants de Vérone de Paul de Richard d'Ivry. Elle refuse un nouvel engagement de l'Opéra-Comique, Du Locle n'acceptant ni ses conditions financières ni sa demande de créer le rôle principal dans Le roi l'a dit de Delibes.
En février 1873, Eugène Bertrand lui propose de succéder à Anna Van Ghell dans Les Braconniers d’Offenbach aux Variétés, mais l'expérience est de courte durée.

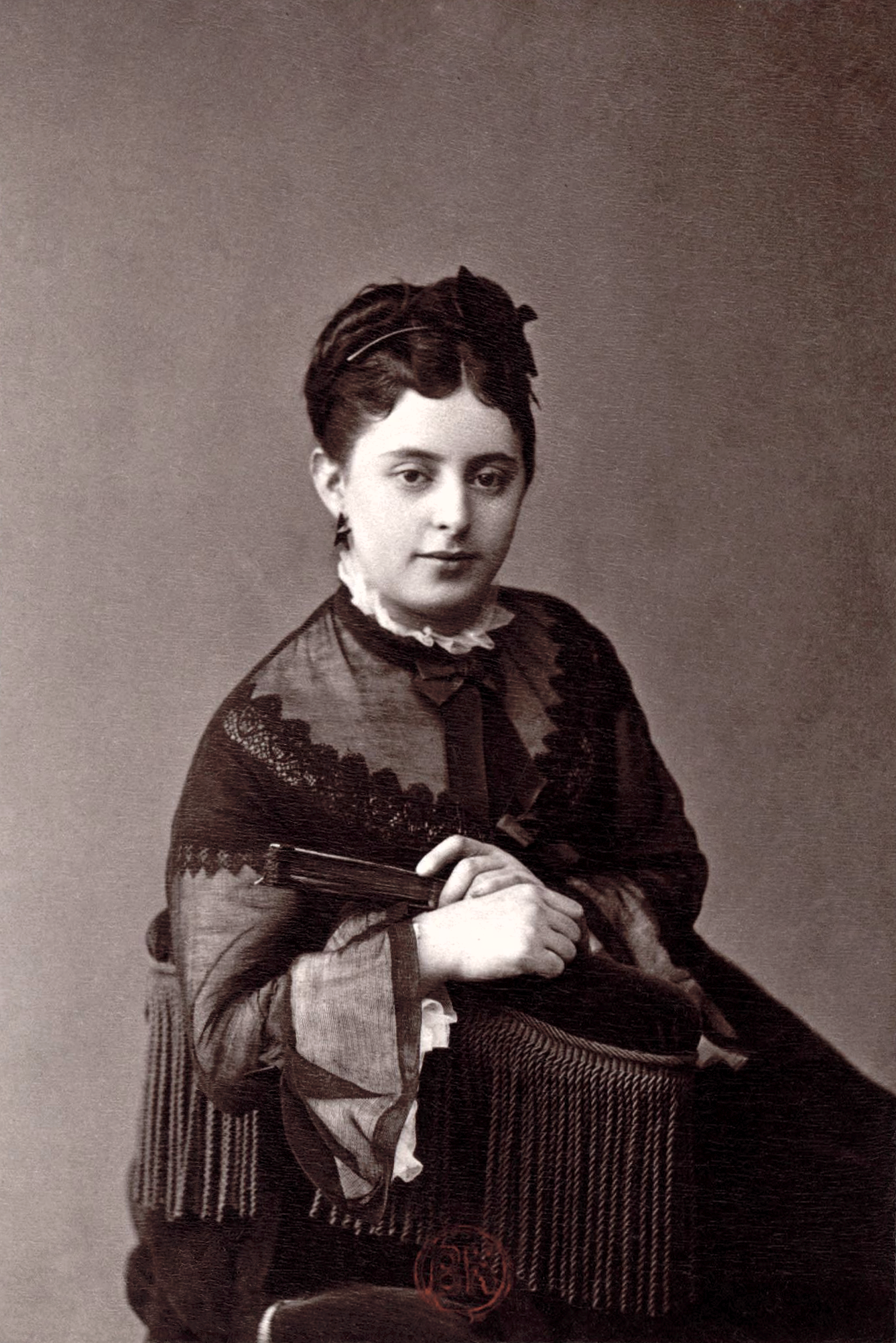
Heilbron, cantatrice du théâtre de l'Opéra par Nadar.

Après un court séjour en Italie, elle est engagée par Maurice Strakosch (en) dans la troupe qu'il vient de former avec Bartolomeo Merelli pour la réouverture du Théâtre-Italien, salle Ventadour. Elle y interprète en novembre 1873 le rôle-titre de La traviata de Verdi avec un énorme succès. « D’un bout à l’autre de son rôle elle sut tenir la scène en comédienne accomplie. Le charme et la sûreté de la voix, sa méthode, la grâce et la distinction de son jeu lui attirèrent la sympathie générale ». Elle chante ensuite Zerline dans Don Giovanni de Mozart. L'entreprise ayant fait faillite, elle se produit  à Londres, en Russie et Amérique avant de revenir en 1877 à Paris créer au Théâtre-Lyrique (salle de la Gaîté) Le Bravo d’Émile Blavet et Gaston Salvayre. Elle fait ensuite son retour à l’Opéra-Comique pour chanter Psyché dans l’opéra homonyme  d’Ambroise Thomas, avant de repartir en tournée en province, à Monte-Carlo et à Saint-Pétersbourg.
En 1879, elle chante pour la première fois à La Scala de Milan dans La traviata puis fait enfin ses débuts à l'Opéra Garnier, où elle chante Ophélie dans Hamlet de Thomas, Marguerite dans Faust et Juliette dans Roméo et Juliette de Gounod. Mais elle se brouille avec le directeur Auguste Vaucorbeil qui rompt son engagement.
Bien qu'ayant décidé de mettre un terme à sa carrière, elle accepte une nouvelle proposition de l’Opéra-Comique pour créer Manon de Massenet, le 19 janvier 1884 et Une nuit de Cléopâtre de Victor Massé en 1885. Elle reprend également Roméo et Juliette et se prépare à chanter Carmen de Bizet lorsqu'elle meurt des suites d’une péritonite lors d'un séjour à Nice, à seulement 34 ans.

### Vie privée

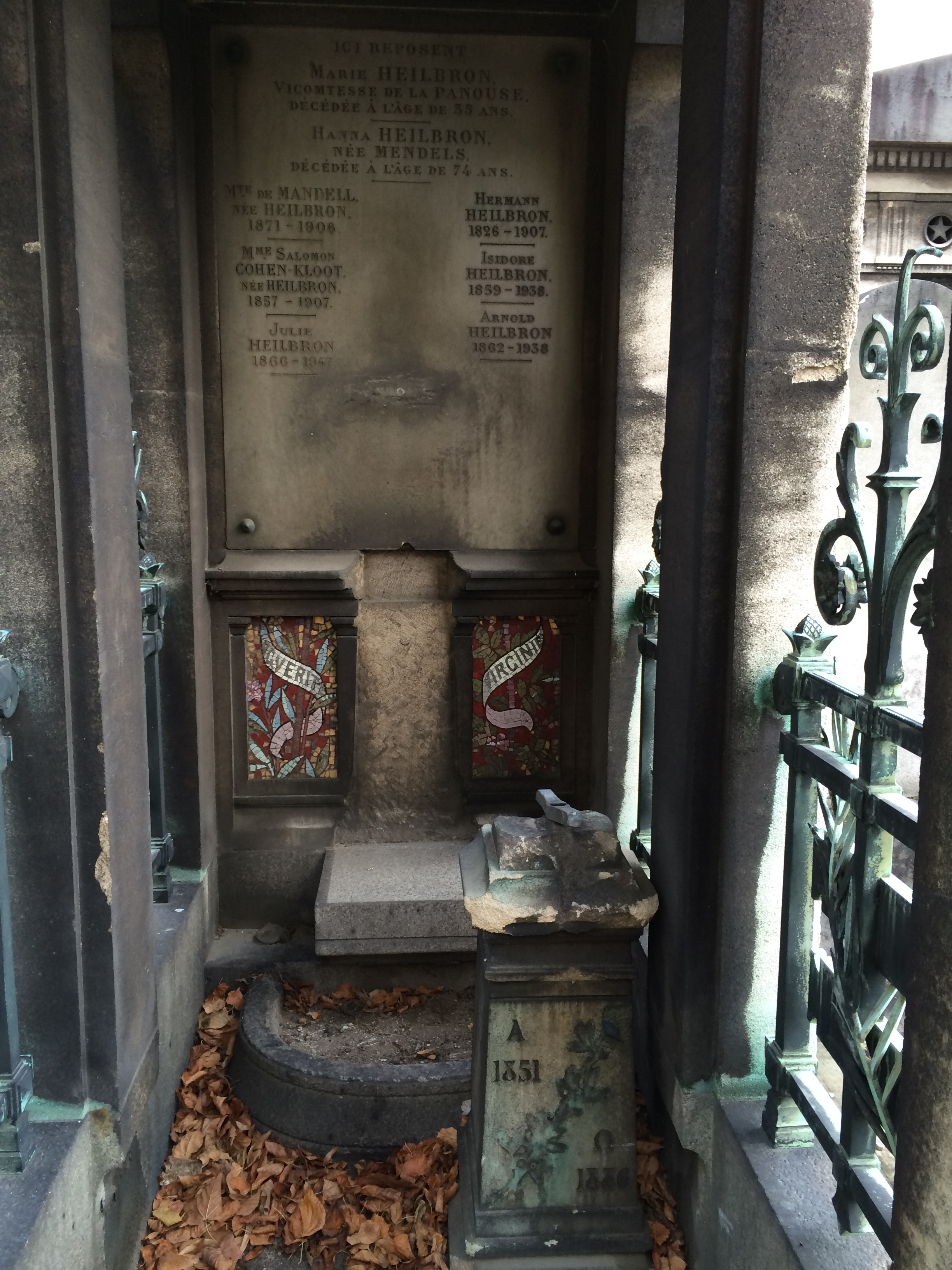
Tombe de Marie Heilbron au cimetière du Montparnasse (division 30).

Les démêlés conjugaux et financiers de Marie Heilbron occupèrent abondamment la presse qui la décrit à plusieurs reprises comme « âpre au gain ». Quand son mari, le vicomte de la Panouse, qui lui avait fait don de sa fortune, fut compromis dans le krach boursier de 1882, il demanda à sa femme les moyens de le sauver, qui les lui refusa et demanda le divorce. Sa fortune était évaluée à sa mort à près de trois millions dont la gestion revint ironiquement à son mari, devenu tuteur de la fille de treize ans qu'elle avait eue avec un autre et qu'il avait néanmoins reconnue.
Elle épouse en 1881 le vicomte de la Panouse, avec qui elle s'installe dans un immense hôtel particulier rue de Monceau.
Elle est inhumée au cimetière du Montparnasse (division 30, ligne 4 sud, tombe 45 est).

## Jugements
« Mlle Heilbron peut briller à la fois dans le répertoire dramatique et dans les ouvrages bouffes. Son talent de comédienne a une rare souplesse ; elle est excellente musicienne et son organe sympathique se prête aussi bien à exprimer les sentiments de l’âme qu’à rendre les finesses de l’esprit. Elle possède, en outre, le don de charmer, ce qui est peut-être la suprême qualité de l’artiste. Il se dégage de toute sa personne un rayonnement enchanteur, qui naît de l’équilibre parfait de tous les avantages qu’elle a reçus de la nature, avantages dont elle a su tirer un parti exceptionnel grâce à des études intelligentes et aux leçons des savants professeurs auxquels elle s’est confiée. »

— Félix Jahyer, Paris-Théâtre

## Sources
- Roland Mancini et Jean-Jacques Rouveroux, Le Guide de l’opéra, Paris, Fayard, 1989, ix-945, 20 cm (ISBN 978-2-213-01563-7, OCLC 493763891, lire en ligne).